# Vincenzo Buonassisi
Vincenzo Buonassisi (L'Aquila, 7 gennaio 1918 – Milano, 25 gennaio 2004) è stato un gastronomo, critico musicale, critico televisivo e paroliere italiano.

## Biografia
Abruzzese di nascita, a sei anni andò a vivere con la famiglia a Roma, dove conseguì la laurea in giurisprudenza poco più che ventenne. Nel periodo della Seconda guerra mondiale fu combattente in Africa e poi prigioniero di guerra.
Assunto al Corriere della Sera come giornalista, si occupò inizialmente di musica lirica, divenendo amico intimo di grandi personalità come Maria Callas e Herbert von Karajan. Con Vittorio Notarnicola, Arnaldo Giuliani ed Enzo Passanisi, costituì quella che venne definita «una pattuglia di cronisti d'assalto che resterà memorabile per l'impegno corrierista e per capacità di scrittura».
In seguito passò all'attività di critico televisivo e del costume. In televisione lavorò con personaggi come Mario Cervi e Mike Bongiorno, e diede il volto alla rubrica enogastronomica all'interno dell'Almanacco del giorno dopo.
Pubblicò numerosi libri di gastronomia. Nel 1968 vinse la Palma d'Oro al Festival internazionale dell'umorismo col suo libro Il Mangiautore.
È sepolto al Cimitero Maggiore di Milano.

## Vita privata
Nel 2000 si sposò civilmente con la giornalista Anna Pesenti.

## Opere principali
- Il musicista, il cantante, Firenze, Vallecchi, 1960
- Il mangiautore, Milano, Edizioni Bietti, 1968
- Un uomo e una donna in Israele, Milano, Piemme, 1969
- Piccolo codice della pasta, Milano, Rizzoli, 1977
- Il libro della pizza, Milano Fratelli Fabbri, 1982 ISBN 8845027929
- ...e io li ammazzo tutti, Milano, Vallardi, 1983 ISBN 9788811923923
- Il gusto dell'estate, Milano, Rizzoli, 1987
- Il nuovo codice della pasta, Milano, Rizzoli, 1991, ISBN 88-17-11038-8
- Volti della mia vita: Cinquant'anni di storie quasi segrete, Cavallermaggiore, Gribaudo, 1992
- La cucina degli italiani : 2500 ricette , Milano, Idea libri,  1992 ISBN 88-7082-126-9
- Polpette & pallottole, Milano, Mursia,  1999 ISBN 9788879341257
- Single in cucina, Milano, Viennepierre,  2003 ISBN 8886414943